# 애프터 미드나잇 (2004년 영화)
《애프터 미드나잇》(Dopo Mezzanotte, After Midnight)은 이탈리아에서 제작된 다비데 페라리오 감독의 2004년 코미디, 멜로/로맨스 영화이다. 조르지오 파소티 등이 주연으로 출연하였다. 제54회 베를린 국제영화제의 포럼 부문에 출품되었으며 여기서 페라리오 감독은 Caligari Film Prize와 Don Quixote Award를 수상했다.

## 출연

### 주연
- 조르지오 파소티
- 프란체스카 이나우디

### 조연
- 파비오 트로이아노[3]
- 프란체스카 피코자
- 실비오 올랜도
- 라디스 자니니
- 앤드리아 로메로

## 기타
- Line PD: 라디스 자니니
- 미술: 프란체스카 보카